# Kees Koolen
Kees Koolen (19 de agosto de 1965, Bergeijk, Brabante Septentrional) es un empresario y piloto de rallies neerlandés, campeón en una ocasión en camiones del Campeonato Mundial de Rally Raid de la FIA y en quads en una ocasión.

## Biografía
Koolen Estudió Administración Técnica de Empresas en la Universidad de Twente. A pesar de no graduarse, fundó su propio negocio como asesor de diversas empresas y fue uno de los fundadores de Booking.com, un sitio web de hotelería. Vendió la empresa en 2005 a Booking Holdings por 110 millones de euros. Koolen fue el director ejecutivo de Booking.com hasta 2011.
En 2012, cuando Uber estableció su sede en Ámsterdam, Travis Kalanick nombró a Koolen director de operaciones. Simultáneamente, fundó Agri Brasil, un conglomerado de grandes explotaciones lecheras.

## Carrera Deportiva
Es piloto de rally raid, especialista de enduro en motos en el Rally Dakar de 2009, intercalando categoría en la de autos y quads.
En 2017, tras un acuerdo con Barren, escudería de cuatrimotos empezó a participar en quads en torneos internacionales, ganando su primer etapa de Rally Dakar.
Empezó a participar en Campeonato Mundial de Rally Cross-Country de la FIM en la categoría quads en 2017 y 2018, saliendo campeón mundial superando al piloto Rafal Sonik, también fue campeón en quads del Rally de Marruecos y subcampeón de la genéral del Desafío Ruta 40 Norte siendo superado por Jeremías González Ferioli.
En 2019, cambió los quads por vehículo de coches ligeros, empezando a competir en la categoría T3 de la Copa Mundial de Rally Cross-Country de la FIA, retirándose por lesión, sin embargo en 2021 lograría un tercer puesto de la competición, siendo superado por los pilotos Eugenio Amos y Austin Jones.
En 2022 se unió a la escudería Iveco MM Technology liderado por Martin Macik para competir en rallies en camiones, consagrándose campeón del Campeonato Mundial de Rally Raid en categoría T5 y tuvo su mejor participación en el Rally Dakar de 2025 con un cuarto puesto.

## Palmarés
| Año  | Título                                              | Categoría     |
| ---- | --------------------------------------------------- | ------------- |
| 2017 | Rally de Marruecos                                  | Quads         |
| 2017 | Campeonato Mundial de Rally Cross-Country de la FIM | Quads         |
| 2018 | Abu Dhabi Desert Challenge                          | Quads         |
| 2022 | Campeonato Mundial de Rally Raid                    | T5 / Camiones |

## Resultados

### Rally Dakar
| Año     | Categoría | Vehículo | Posición | Etapas |
| ------- | --------- | -------- | -------- | ------ |
| 2009    | Motos     | Honda    | 69.º     | -      |
| 2010    | Coches    | McRae    | Ret.     | -      |
| 2011    | Coches    | Hyundai  | Ret.     | -      |
| 2012    | Coches    | Buggy    | 59.º     | -      |
| 2013    | Quads     | Honda    | 17.º     | -      |
| 2014    | Camiones  | Ginaf    | 37.º     | -      |
| 2015    | Motos     | Honda    | Ret.     | -      |
| 2016    | Motos     | Honda    | Ret.     | -      |
| 2017    | Quads     | Barren   | 17.º     | 1      |
| 2018    | Quads     | Barren   | 8.º      | -      |
| 2021    | SSVs      | Can-Am   | 6.º      | -      |
| 2022    | Camiones  | Iveco    | 13.º     | -      |
| 2023    | Camiones  | Iveco    | Ret.     | -      |
| 2025    | Camiones  | Iveco    | 4.º      | -      |
| Fuente: |           |          |          |        |

### Campeonato Mundial de Rally Cross-Country
| Año  | Clase | Serie | Vehículo | Posición | Puntaje | Victorias               |
| ---- | ----- | ----- | -------- | -------- | ------- | ----------------------- |
| 2017 | Quads | FIM   | Barren   | 1.º      | 109     | 2 (Marruecos y Ruta 40) |
| 2018 | Quads | FIM   | Barren   | 4.º      | 51      | 1 (Abu Dhabi)           |
| 2019 | T3    | FIA   | Can-Am   | Ret.     | 0       | -                       |
| 2021 | T3    | FIA   | Can-Am   | 3.º      | 55      | -                       |

### Copa Mundial de Bajas Cross-Country de la FIA
| Año     | Coche  | Copiloto         | 1     | 2      | 3      | 4   | 5     | 6      | 7     | 8      | 9   | Posición | Puntos |
| ------- | ------ | ---------------- | ----- | ------ | ------ | --- | ----- | ------ | ----- | ------ | --- | -------- | ------ |
| 2020    | Can-Am | Serge Bruynkens  | RUS   | POL 10 | PRT    | SAU | SAU   |        |       |        |     | 29.º     | 1      |
| 2021    | Can-Am | Mirjam Pol       | RUS   | DUB    | DUB    | JOR | ESP   | HUN    | POL 9 | JOR    | POR | 43.º     | 9      |
| 2022    | Can-Am | Yaroslav Fedorov | RUS   | JOR 4  |        |     |       |        |       |        |     | 5.º      | 75     |
| 2022    | Can-Am | Paolo Ceci       |       |        | ITA 4  | ESP | POL 5 | PRT 14 | SAU 9 |        |     | 5.º      | 75     |
| 2022    | Can-Am | Wouter Rosegaar  |       |        |        |     |       |        |       | ARE 10 |     | 5.º      | 75     |
| 2023    | OT3    | Wouter Rosegaar  | SAU 8 | QAT    | ITA 13 | ESP | POL   | PRT    | ARE   |        |     | 25.º     | 16     |
| Fuente: |        |                  |       |        |        |     |       |        |       |        |     |          |        |

### Campeonato Mundial de Rally Raid (FIA)
| Año     | Clase | Categoría | Vehículo | Posición | Puntaje | Victorias     |
| ------- | ----- | --------- | -------- | -------- | ------- | ------------- |
| 2022    | T5    | Camiones  | Iveco    | 1.º      | 186     | 1 (Abu Dhabi) |
| 2023    | T5    | Camiones  | Iveco    | Ret.     | 0       | -             |
| Fuente: |       |           |          |          |         |               |